# فينينفيست
فينيفيست (بالإنجليزية:  Fininvest)‏ اختصاراً لكملة (بالإيطالية: Finanziaria Investimenti)‏ بالإيطالية، والتي تعني شركة اسثمارية) هي شركة قابضة إيطالية تسيطر عليها عائلة سيلفيو برلوسكوني، ووتدار من قبل ابنته الكبرى مارينا برلسكوني.
وتتألف مجموعة فينينفست القابضة من عدة شركات المهمة منها:
- شركة ميديولانم (شركة التأمين وبنوك)،[3]
- شركة موندادوري (واحدة من شركات النشر الرائدة في إيطاليا)
- نادي إيه سي ميلان (فريق كرة القدم)،[4]
- شركة ميدياست الإعلامية (أكبر محطة بث تجارية في إيطاليا).
- ثلاث قنوات تلفزيونية (كانال 5، إيطاليا 1، ريتي 4)
- قناتين تلفزيونتين في إسبانيا
- شركة إنتاج الفيلم السينمائي ميدوسا (شركة شبكة البث التلفزيوني الرقمي)
- العديد من الشركات الأخرى المرتبطة بالبث التلفزيوني.

## إيه سي ميلان
بعد عودة إيه سي ميلان إلى الدرجة الأولى سريعاً، لم تبتعد المشاكل عنه، حيث كان العديد من النجوم قد غادروا الفريق، ولذلك عاد إلى الدرجة الثانية في موسم 1981/1982 بعد حلوله بالمركز الرابع عشر في الدوري الإيطالي، ومما زاد الطين بلة أيضاً، هروب رئيس الميلان «جيوسيبي فارينا» بما تبقى من خزينة النادي. وفي نهاية عام 1985 تقدم رجل الأعمال المشهور «سيلفيو برلسكوني» بعرض لشراء نادي إيه سي ميلان، وقد كان يطمح إلى إعادته إلى مصاف الأندية الكبرى، وفي مارس 1986 أتم برلسكوني شراء النادي بالكامل، وقال بعدها كلمته المشهورة: «سأجعل العالم يعرف إيطاليا على أنها بلد نادي الميلان»، وبدأ بوضع خطط مستقبلية لتحقيق أهدافه.